# 埃达克岩

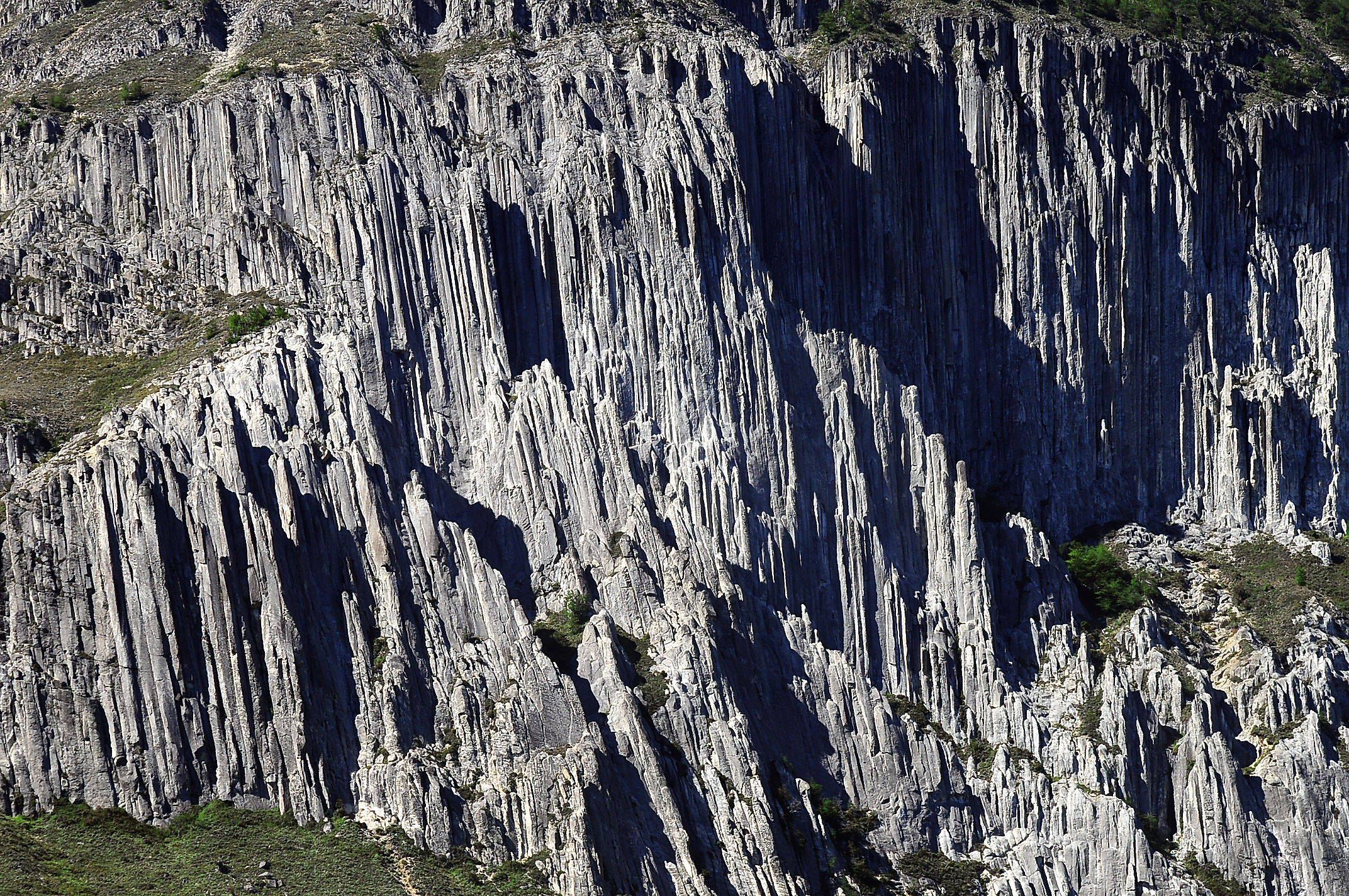
智利 Cerro Mackay 的埃達克岩柱近觀

埃達克岩（英語：Adakite）是具有中性岩到長英質成分的火山岩，其地球化學成分與在火山弧下，玄武岩与部分熔融而成的岩漿類似，故此岩石最初被认为形成于俯衝帶。 这种观点认为，俯衝帶中的大多數岩漿都來自俯衝板塊上方的地幔，當含水礦物中的水從變質玄武岩釋放出來，上升到地幔中時，即導致部分熔融。 然而德凡特和德拉蒙德認為，埃達克岩产生于岁数小于2500万年的年轻海洋地壳俯冲时的弧形中。 他們的假設中埃达克岩的产生过程为，俯冲的年轻海洋地壳通常比其他俯衝的地殼更靠近洋中脊。 因此温度更高，故而在俯冲带内洋壳中的變質玄武岩而不是上地幔会被部分熔融。 此假说后經過實驗工作證實。
根據德凡特和德拉蒙德的研究，埃達克岩的化學特徵是：
- 二氧化硅2 大於 56 wt %
- 氧化铝2Oyun3 大於或等於 15 wt %
- 氧化镁 通常小於 3 wt%
- 锶 大於 400 ppm，其中锶86和锶87通常小於 0.7045
- 钇小於 18 ppm
- 镱小於 1.9 ppm

二人的繼續研究指出埃達克岩與金、铜等多种矿床的存在有关。

## 太古宙地殼的爭論
這兩科學家又指出指出，太古宙構成古代大陸地殼的大部分的奥长花岗岩
具有與埃達克岩相似的地球化學特徵。 他們認為，整個太古宙地殼可能源自彼时被部分熔融的俯衝洋殼。因在地球早期，地幔的溫度比现在高得多，洋壳更常在更年轻时俯冲。目前，該推论一直有爭議.
另一種解釋是，埃達克岩以及大陸地殼來源於在下地殼中的玄武岩部分熔融。 然而，這個假設並沒有解釋爲何埃達克岩只和年輕的地殼俯衝有關，也沒有解釋埃達克岩中为何钇和镱的含量較低。這种兩元素的的低含量表明石榴石在下地殼中稳定，但石榴石仅生成于高温高压环境下，在下地殼中一般不稳定。
含低量鎂的埃達克岩，可能代表俯衝洋壳的玄武岩相對純淨，而高鎂埃達克岩或高鎂安山岩可能代表其被上覆地幔中的橄欖岩污染。 此外在西藏和小高加索下方的大陸-大陸碰撞帶也有發現埃達克岩的報導，